# 職場いじめ
職場いじめ（しょくばいじめ）は、職場における同僚や上司などによるいじめのこと。タイプによってモラルハラスメント（精神的ハラスメント）、パワーハラスメント、セクシャルハラスメントと呼ぶこともある。21世紀に入り、日本や欧州を含む各国で注目され始めた。

## 日本
職場いじめは、いじめる側がグループを組んで、嫌がらせを行うことが多い。そのため、状況が複数対一人という不利な状況に陥りやすい。
また、いじめる側が上司などの場合、話し合いの場などで「あれは指導」と答えて会社または団体側に責任はないとするケースがほとんどといった状況で、会社または団体側も一部の責任者が勝手にやったということで片付ける場合も多い。これは、いじめの定義が難しいことも影響している。
また社員同士だけではなく、派遣先の従業員が派遣労働者に対していじめや差別・冷遇を行うケースも多い。本来、派遣労働者やパートタイム労働者雇用形態が違うだけで立場が低いということはないのだが、日本では正無期雇用の従業員又は派遣先の従業員やアルバイト労働者、パートタイム労働者という風潮が根強く、事件性がない限りは黙認されることが多い。（アルバイト、派遣社員の項目も参照）
「あれは指導」と答えて会社または団体側に責任はないとするケースがほとんどとされるが、あっせん（個別労働紛争解決制度）でいじめを原因とした相談件数が増加するなど、職場いじめは企業にとってもリスク要因となりつつある。

### 状況
日本産業カウンセラー協会が行ったアンケート調査（調査対象440名）では、以下のとおりとなっている。
- 約8割で職場いじめの相談等がある
- 職場いじめのうち、約8割がパワハラ
- 行為は、「罵る・怒鳴る・威嚇する」が一番多い（68%）。次いで、「仲間外れ」（54%）
- いじめる側といじめられる側との関係は、「上司と部下」が一番多い（85%）

21世紀職業財団が2004年3月に行った「職場におけるハラスメントに関するアンケート」（回収数638社、回収率18.8%）によれば、
- セクシャルハラスメントが43.9%
- パワーハラスメントが34.2%
- その他の職場のいじめ・嫌がらせが28.0%

以上の状況が、調査返送の企業で見られた。

### 原因
いじめの原因としては、解雇・免職等制限によって解雇・免職等が困難な場合にその代替的手段としていじめが用いられる組織（維持）的原因によるものと、職場での職務上または人的関係上の優位性保持のための非組織的個人的原因によるものとに分かれる。いずれにしても、これらの目的を達成するまで継続的に行われるものであり、いじめの対象者の精神的・肉体的負担を強いるものであり、目的の達成いかんに関わらず、いじめの対象者の心的外傷後ストレス障害への罹患可能性と、いじめの実行が複数人に及ぶ場合の首謀者以外の者の精神的荒廃と常識感覚の鈍化・消失、および、職場のモチベーションの低下は避けられず、多面的・総合的解決が望まれるものである。具体的に認識されている例としては、いじめる側が、いじめる対象に対し何らかの感情（多くは脅威と見なす）を持つと、いじめに走りやすい。背景には、「職場環境に弱肉強食の理論が持ち込まれてしまっている」といった指摘や立場の弱い人間への蔑視・軽視・利己的な態度や屈従させるような態度などがあるが、このため、いじめは「強迫的」なアプローチを以って行われ、対象者にその効果を強く印象付けようとして、継続的／断続的／突発的など様ざまなタイミングで行われる。インターネット・イントラネットの普及している今日では、複数人でいじめを実行する場合、その指示がパソコンのメール等を活用して行われることもある。また、目的を達成するために、違法な情報収集（個人情報保護法違反等）が行われ、この過程で別件により、たまたま、いじめが発覚することもある。
ちなみに、いじめられやすいタイプには以下のようなものがあるとも言われる。
- 異様に仕事ができる人[1]
- 仕事ができない人
- 社外に強力なネットワークを持つ人[1]
- ひとりで（特に自分勝手な行動、コミュニケーションが苦手）行動を取りがちな人[1]
- 友人が少ない人[1]
- 給料が少ない人
- 髪型、服装、体型などの外見的差別
- 特定の信教、思想に対する差別[注釈 1]
- 他社からの出向・移籍（いわゆる「よそ者扱い」）で、始めから地位のある職位で勤務を始める新人[注釈 2]

また、女性による女性へのいじめについては、
- 女性は待遇等の差に対しより敏感に反応する[2]
- 男性が重要な職に就き、女性がその補助に就くという形式が多いため、一人の女性に少しでも他の女性と違う仕事をふると、それに反応していじめが起きる[2]

とする意見がある。

### 対策
会社または団体には労働者が快適に働けるように職場を管理する義務が存在する。会社または団体は労働者が働きやすいように職場環境を安全・快適に保つ必要があり、このことを日本では職場環境配慮義務と呼ぶ。
セクハラが男女雇用機会均等法によって規制、意識の浸透が行われたことから、職場のいじめを少なくするためにパワハラも法律による規制が必要、と言う意見があった。そのため、厚生労働省はパワハラも企業が防止策を義務付ける法律を定めることを決めた。そして、2018年（平成30年）12月8日、厚生労働省はハラスメント行為を「許されないものである」と明記する方針を固めた。行為自身を禁止にすることは見送られるが、抑止効果に繋げる狙いがある。
他には、管理職に研修によって教育を行う必要性もあげられている。
ただし、管理職自らが率先してイジメを行っているケースも多数見受けられる為、この場合には効果は全く期待できない。
いじめが続く場合の対処方法は、
①退職する
②違う部課に異動の申請を申し込む
③労働基準監督署や弁護士に相談するなど司法の介入を必要とする。最近では法テラスのほかに無料相談を行う大手法律事務所もある。
なお、解雇・免職等が困難で、その代替的手段として職場のいじめが行われている場合は、社会経済状況の企業等への影響もあり根本的な解決は難しいが、企業等の業績は、第一次的・直接的には経営者および経営側の責任であり、その責任転嫁として、職場内のいじめ、更に職場外の付きまとい・嫌がらせが行われているときは、一般的な民事上および刑事上の責任が別に発生することになる。
厚生労働省では、職場のいじめ・嫌がらせ問題について、都道府県労働局や労働基準監督署等への相談が増加を続けるなど、社会的な問題として顕在化してきていることをうけて、当該問題の防止・解決に向けた環境整備（労使を含めた国民的な気運の醸成）を図るため、「職場のいじめ・嫌がらせ問題に関する円卓会議」を開催している。第1回は2011年7月8日に開催された。
被害者が追いつめられる前に相談できる場所があることも重要である。いつでも相談できる場所があることは安心感につながるとともに、話した内容が外に漏れず秘密が守られるという信頼感や安心感は、ハラスメント問題でも大きな意味を持つ。そのため、外部相談窓口の設置も必須である。
加えて、外部の相談窓口と並行して、内部にも専任のハラスメント問題担当者を配置することも必要である。ある程度の勤務経験があり、一定水準以上の傾聴訓練を積んだスタッフに任せるなど、経験や人柄、スキル等のバランスが取れた担当者を配置するとよいとされる。

#### 発生予防
組織要因に着目した予防策として、以下のものが挙げられる。
- 円滑なコミュニケーションの促進を通して、良好な人間関係や信頼関係を構築する
- 仕事と責任の範囲を明確にし、業務や責任の押し付けを防ぐ
- 公正な評価と処遇を行う
- 管理監督者の教育訓練・研修を徹底し、ハラスメント防止に資するマネジメント能力を育成する
- 職位が下の者から上の者に対して自由にものが言える雰囲気作りなど、双方向のコミュニケーションを促進し、風通しの良い組織づくりをする
- 一人一人の能力と個性を尊重し、多様性を許容する組織づくりを促進する
- 顧客からのクレームを受けることの多い業務や部署のサポート体制を整える
- 組織の実態を把握するとともに、従業員のハラスメントに対する理解や意識を高めるためにも、ハラスメント調査を実施する

行為者要因に着目した予防策として、以下のものが挙げられる。
- 全社員を対象にした研修を実施する
- ハラスメント行為者や行為者予備軍を対象とした個別のカウンセリングを実施する
- 中途採用者が前職からハラスメント体質を持ち込んでいないかチェックし、教育する

促進要因に着目した予防策として、以下のものが挙げられる。
- ハラスメント規定やガイドラインを作成し、周知徹底する
- 経営者や管理監督者が自ら模範を示す
- 全従業員を対象としたハラスメント研修を定期的に実施する
- ハラスメント撲滅の標語などを従業員の目につくところに表示／印字する
- 新入社員や経験の浅い従業員に対する教育を現場任せにせず、人事部門主導で教育訓練や能力開発の機会を提供する
- 人事評価にハラスメント行為に関する項目を加えるとともに、その評価の割合を多くする
- 法律を遵守し、適切な労働時間管理やストレス対策など、働きやすい職場環境を整える

#### 対応
被害者への対応を担当する者は、精神科医や心理の専門家に対応方針を確認するとともに、最も楽に感じる対応方法を本人に一つ一つ丁寧に確認し、被害者本人の気持ちやペースを尊重して最適な援助方法を速やかに模索していく。なお、万が一にも加害者が被害者に直接コンタクトをとることがないよう、担当者やカウンセラーなどが間に入って、被害者が安心して休養に専念できる環境を整えることが重要である。
加えて、被害者の安全と安心を確保するために、早い段階で加害者の異動を検討することが必要である。その他にも、人事部門と連携し、被害者の負担が最小限となるような環境調整を行う。その上で、被害者のカウンセリングや要望の聴き取りを定期的に行い支援を継続していくとともに、ハラスメントの再発を防ぐため職場全体で予防策を徹底することが必須である。

## 欧州
欧州では、EUの2001年に欧州議会が欧州委員会に宛てて職場いじめへの対策を求める決議を行った。
欧州議会の報告書によれば、約8%（報告書当時で、約1200万人）の労働者がいじめを受け、職場におけるストレスや欠勤などの経済損失が生じているという（この報告書では、いじめを暴力、セクシャルハラスメントとは別のものとして定義している）。法制面については、既存の指令がある程度の部分をカバーできるとした上で、心理面へのフォローを提案している。別の調査では、働く人間の4割が職場いじめを経験しているという結果もある。
欧州の各国の対応状況については、以下のとおり。なお、法律名については、出典で使用されている名称を使用した。
- スウェーデン - 「差別禁止法」（2003年）、「平等待遇法」（2005年）（ただし、政令では1993年の「職場における迫害に対する措置に関する政令」において、職場いじめを迫害に含め、罰金または懲役を規定している[13]）[15]
- ベルギー - 「労働福祉法」（1996年）の2002年改正[15]
- イタリア - 憲法32条に基づき立法を審議する中で、個人による対象者への嫌がらせにとどまらず、企業による組織的行為（従業員を減らしたい場合に、解雇するよりも自発的に退職してくれた方が都合がいいので、退職するよう圧力をかける行為）への規制を検討[15]。

## 挙証責任
職場いじめを訴えた場合の挙証責任については、被害者側により求めるケースが多いが、加害者側に求めるケースもある。これについて、「被害者側の負担が大きいから、加害者側にも責任を課す規定が必要である」、「加害者側に求める場合、「いじめがあったと訴えること自体がいじめになる」として慎重な対応を求める」（前述の欧州議会の報告書）といった意見を一例として記載する。